# Liste der Naturdenkmale in Oberdischingen
| Naturdenkmale | Anzahl |
| ------------- | ------ |
| FND           | 1      |
| END           | 1      |
| Gesamt        | 2      |

Die Liste der Naturdenkmale in Oberdischingen nennt die verordneten Naturdenkmale (ND) der im baden-württembergischen Alb-Donau-Kreis liegenden Gemeinde Oberdischingen. In Oberdischingen gibt es insgesamt zwei als Naturdenkmal geschützte Objekte, davon ein flächenhaftes Naturdenkmal (FND) und ein Einzelgebilde-Naturdenkmal (END).

## Flächenhafte Naturdenkmale (FND)
| Name                     | Bild | Kennung     | Einzelheiten   | Position | Fläche Hektar | Datum         |
| ------------------------ | ---- | ----------- | -------------- | -------- | ------------- | ------------- |
| Altes Donaubett          | BW   | 84250880001 | Oberdischingen | ⊙        | 4,8           | 30. Juni 1997 |
| Legende für Naturdenkmal |      |             |                |          |               |               |

## Einzelgebilde (END)
| Name                              | Bild | Kennung     | Einzelheiten   | Position | Fläche Hektar | Datum         |
| --------------------------------- | ---- | ----------- | -------------- | -------- | ------------- | ------------- |
| Kastanienallee (95 Rosskastanien) | BW   | 84250880002 | Oberdischingen | ⊙        | 0,0           | 30. Juni 1997 |
| Legende für Naturdenkmal          |      |             |                |          |               |               |